# Franco Porzio
Francesco Porzio, detto Franco (Napoli, 26 gennaio 1966), è un ex pallanuotista italiano. È presidente onorario e allenatore dell'Acquachiara.
Nel 2025 è stato inserito nella Walk of Fame dello sport italiano.

## Biografia

### Carriera sportiva

#### Club
Ha giocato tutta la carriera con il Posillipo, sempre in coppia con suo fratello Pino, vincendo 8 titoli italiani e 2 volte consecutive la Coppa dei Campioni nel 1997 e nel 1998, mentre già negli anni ottanta aveva vinto la Coppa delle Coppe, precisamente nel 1988. Il suo ruolo di bandiera del sodalizio ed il suo carisma lo hanno portato ad essere il capitano della squadra per 7 anni, dal 1991 al 1998, anno del suo ritiro.

#### Nazionale
Con la calottina azzurra ha conquistato la medaglia d'oro olimpica a Barcellona 1992, una Coppa del mondo (1993), un titolo europeo (1993) ed un mondiale nel '94 vincendo, inoltre, 3 edizioni dei Giochi del Mediterraneo.

## Palmarès

### Giocatore
- Campionato italiano: 8

Posillipo: 1984-1985, 1985-1986, 1987-1988, 1988-1989, 1992-1993, 1993-1994, 1994-1995, 1995-1996
- Coppe Italia: 1

Posillipo: 1986-1987
- Coppa dei Campioni/Eurolega: 2

Posillipo: 1996-1997, 1997-1998
- Coppa delle Coppe: 1

Posillipo: 1987-1988

### Nazionale
- Olimpiadi

Barcellona 1992: 
- Mondiali

Madrid 1986: 
Roma 1994: 
- Coppa del Mondo

Atene 1993: 
- Europei

Strasburgo 1987: 
Bonn 1989: 
Sheffield 1993: 
- Giochi del Mediterraneo

Latakia 1987: 
Atene 1991: 
Linguadoca-Rossiglione 1993: 